# The Living End (film)
The Living End – amerykański film fabularny z 1992 roku, wyreżyserowany przez Gregga Arakiego do własnego scenariusza. Wczesny przedstawiciel nurtu New Queer Cinema, przez krytyków określony mianem „gejowskiej wersji Thelmy i Louise”.
Film zaprezentowano podczas licznych europejskich i światowych Festiwali Filmowych, w tym m.in. na Warszawskim Międzynarodowym Festiwalu Filmowym dnia 11 października 2008 roku.

## Fabuła
Luke jest niespokojnym, lekkomyślnym włóczęgą, Jon zaś stosunkowo nieśmiałym krytykiem filmowym-pesymistą. Obaj są homoseksualistami i są zarażeni wirusem HIV. Po niekonwencjonalnym zapoznaniu oraz zamordowaniu homofobicznego oficera policyjnego przez Luke’a, para wybiera się w samochodową podróż. Towarzyszy im wymowne motto: „Pieprzyć wszystko”.

## Obsada
- Mike Dytri – Luke
- Craig Gilmore – Jon
- Mark Finch – Doctor
- Mary Woronov – Daisy
- Johanna Went – Fern
- Darcy Marta – Darcy
- Scot Goetz – Peter
- Bretton Vail – Ken
- Nicole Dillenberg – Barbie
- Peter Grame – Gus
- Paul Bartel – Twister Master